# Mirosternus montanus
Mirosternus montanus là một loài bọ cánh cứng thuộc họ Ptinidae.